# Szaljut–3
Szaljut–3 (oroszul: Салют 3) szovjet emberes tesztűrállomás, a Szaljut-program része, amely hosszútávú szolgálatra űrhajósokat fogadott.

## Küldetés
A szovjet Hold-program leállítása tette lehetővé az emberes űrállomás-program elindítását. Célja, hogy mikrogravitációs környezetben teszteljék az űrállomás elemeit, a tudományos kutatások és kísérletek végrehajtásának lehetőségeit. Az űrállomás volt a sorozat második eleme, a Szaljut–1 is fogadott űrhajósokat – a programot teljesítették –, de visszatéréskor meghaltak.

## Jellemzői
Az építésben és üzemeltetésben közreműködött a CKBEM (Центральное конструкторское бюро экспериментального машиностроения – ЦКБЕМ ) és az OKB–1 (ОКБ–1). A kutatási programot a szovjet Tudományos Akadémia tudományos csoportja állította össze. A szovjet űrkutatást a Honvédelmi Minisztérium (Министерство обороны – MO) irányította, felügyelte, valamint katonai (repüléshez kapcsolódó) felkészültséggel rendelkező űrhajósokat alkalmazott.
Megnevezései: Szaljut–3; OPSZ–2; Almaz–2; COSPAR: 1974-046A. GRAU-kódja: 11F71. Kódszáma: 07342.
1974. június 24-én a Szaljut-program keretében a bajkonuri űrrepülőtérről az LC–81/23 (LC–Launch Complex) jelű indítóállványról egy Proton–K (283-02) hordozórakétával állították alacsony Föld körüli pályára (LEO = Low-Earth Orbit). Az orbitális pályája 89,1 perces, 51,6 fokos hajlásszögű, elliptikus pálya-perigeuma 219 kilométer, apogeuma 270 kilométer. volt.

## Alapadatok
- lehetséges űrhajósok száma: 3 fő
- villamos teljesítmény: 2000 W
- bruttó tömege: 18,5 tonna
- hossza: 14,55 méter
- belső hossza: 13,6 méter
- hasznos tér: 9,80 méter
- átmérő: 4,15 méter
- hermetikus terek légköbmétere: 82,5 m³
- folyamatosan használható szabad terek: 47 m³

Az űregységet giroszkóppal stabilizálták. Tervezett élettartama 8 hónap, egy-egy látogatás ideje maximum 20-25 nap volt. Programjának teljesítését fedélzeti számítógép (ARGON – elektroncsöves) segítette. Az űrállomás testét a Szojuz űrhajó, a katonai Almaz űrállomás és az R–7 Szemjorka egységeiből állították össze. A szabványosítottan, sorozatgyártással készülő Szojuz űrhajó (későbbi típusaival – teheráru; üzemanyag) alkalmazásával tervezték biztosítani az állandó személyzet ellátását.
Az űreszköz hat részből tevődött össze 
1. az első a passzív Igla dokkolórendszer a zsilipkamrával (hossza 2, átmérője 1–3 méter). Egyetlen zsilipkamra és dokkolószerkezet volt, ezért egyszerre csak egy űrhajót fogadhatott.
2. a második, a nyomás alatt lévő fő rész (átmérője 4 méter; 7 munkahellyel), 20 ablakkal felszerelve,
3. a harmadik nyomás alatt lévő rész tartalmazta a vezérlő, a kommunikációs, az áramellátó, a létfenntartó rendszereket, valamint egyéb kiegészítő berendezéseket,
4. negyedik részben (átmérője 2 méter, nyomásszabályozás nélkül) helyezték el a hajtóanyag-tartályt, a pályaelemek biztosítását szolgáló motorokat (két darab 4 kN), az éjszakai (földárnyék) energiaellátását biztosító kémiai akkumulátorokat, az oxigéntartályt, a víztartályt és a regenerációs rendszereket.
5. az ötödik terület: az űrállomás testére (balra és jobbra) szerelték a Nap helyzetét követő, 2 darab napelempanelt (52 négyzetméter, 3,5 kW), valamint kint kapott helyet a hőszabályzó rendszer, a helyzetmeghatározó egység, egyéb berendezések (élelmiszerrekesz) is.
6. az űrállomás fel volt szerelve egy 350 kg tömegű visszatérő kapszulával, amely a fő teleszkóp által készített képeket juttatta vissza a földre. Az Agat–1 típusú fő teleszkóp átmérője 1 méter, fókusztávolsága 6,4 m, a képeket 50x50 cm-es filmkockákra készítette. Felbontása a felszínen hozzávetőleg 50 cm volt. A képeket szeptember 23-án visszaküldték a visszatérő egységgel. A telemetriai egység lehetővé tette, hogy a fedélzeten előhívják és "beszkennelve" visszaküldjék a földre. Egy kép átviteli ideje hozzávetőleg fél óra volt. A kibocsátás után a kapszula lassítását, illetve a forgás megszüntetését rakétahajtóművel végezték, a földet érést ejtőernyővel és légzsákkal mérsékelték.

## Fogadott űrhajók
- Szojuz–14 – kézi vezérléssel történt a dokkolás. A legénység a program teljesítésén túl sikeresen visszatért a Földre.
- Szojuz–15 – műszaki problémák (telemetriai zavarok, számítógép programhibája) miatt nem tudott dokkolni, visszatért a Földre. A kézi összekapcsolás kísérleteit – 7 méter közelséget tudtak elérni – korlátozta a szűkös energiaellátás. Lev Sztyepanovics Gyomin lett a legidősebb űrhajós, aki a feladat teljesítésre indult. Rekordját a következő évben Donald Slayton az Szojuz–Apollo-program keretében megdöntötte.

1975. január 24-én 213 nap (0,58 év) után földi parancsra a Csendes-óceán felett belépett a légkörbe és megsemmisült.